# Rich Little
Richard Caruthers Little, detto Rich (Ottawa, 26 novembre 1938), è un comico, imitatore e attore canadese.

## Biografia
Soprannominato "l'uomo dalle mille voci", ha iniziato a lavorare come comico nei club canadesi, studiando le voci di molte stelle come James Stewart, Johnny Carson, Don Rickles, Truman Capote, Dean Martin e George Burns. Nel corso degli anni settanta ha fatto innumerevoli apparizioni al Dean Martin Celebrity Roasts. Ha avuto successo anche come attore vocale e ha partecipato ad alcuni film tra cui Sulle orme della pantera rosa (1982). Si allontanò dalle luci della ribalta negli anni ottanta. Nel 1998 è stato inserito nella Canada's Walk of Fame.

## Filmografia parziale
- Amore in soffitta (Love on a Rooftop) - serie TV, 29 episodi (1966-1967)
- Fantasilandia (Fantasy Island) - serie TV, 2 episodi (1978-1983)
- La signora in giallo (Murder, She Wrote) – serie TV, episodio 4x21 (1988)
- La tata (The Nanny) - serie TV, episodio 04x07 (1996)

## Doppiatori italiani
Nelle versioni in italiano delle opere in cui ha recitato, Rich Little è stato doppiato da:
- Romano Malaspina in La signora in giallo
- Gianni Giuliano in Amore in soffitta
- Dario De Grassi in Papà comando io
- Vittorio Guerrieri in Muppet Show (ridoppiaggio)